# وان وایک بروکس
وان وایک بروکس (به انگلیسی: Van Wyck Brooks)‏ (۱۶ فوریهٔ ۱۸۸۶–۲ مه ۱۹۶۳) منتقد ادبی و تاریخ‌نگار آمریکایی بود که برنده جایزه پولیتزر تاریخ در سال ۱۹۳۷ شد.

## آثار
- رنج‌های مارک توین
- شکوفائی انگلستان